# Terceira Avenida
Terceira Avenida (em inglês:  Third Avenue) é uma via norte-sul no lado leste do distrito de Manhattan na cidade de Nova Iorque, bem como na parte central do Bronx.